# (498) Tokio
(498) Tokio – planetoida z pasa głównego asteroid okrążająca Słońce w ciągu 4 lat i 116 dni w średniej odległości 2,65 j.a. Została odkryta 2 grudnia 1902 roku w Observatoire de Nice w Nicei przez Auguste Charloisa. Nazwa planetoidy pochodzi od miasta Tokio, stolicy Japonii. Przed nadaniem nazwy planetoida nosiła oznaczenie tymczasowe (498) 1902 KU.